# Хопёрский район
Хопёрский район — административно-территориальная единица в составе Сталинградского края, Сталинградской и Балашовской областей, существовавшая в 1935—1959 годах. Центр — станица Михайловская.
Хопёрский район был образован в составе Сталинградского края 25 января 1935 года из частей Новониколаевского и Урюпинского районов.
В состав района вошли сельсоветы Бугровский, В.-Скобелинский, Вишняковский, Краснянский, Первомайский, Салтынский, Сантырский, Сычевский, Уваровский, поселковый совет совхоза «Хопёрский пионер» из Новониколаевского района, а также Бубновский, Лысогорский, Михайловский из Серафимовичского района.
5 декабря 1936 года Хопёрский район вошёл в Сталинградскую область.
6 января 1954 года Хопёрский район был передан в Балашовскую область.
14 июля 1954 года Сантырский с/с был присоединён к Михайловскому, а Скобелинский — к Вишняковскому.
19 ноября 1957 года в связи с ликвидацией Балашовской области Хопёрский район был возвращён в Сталинградскую область.
20 марта 1959 года Лысогорский с/с был присоединён к Бубновскому, Бугровский — к Салтынскому. Салтынский с/с был разделён между Вишняковским и Краснянским. 23 апреля Первомайский с/с был присоединён к Салтынскому.
27 августа 1959 года Хопёрский район был упразднён, а его территория разделена между Добринским и Урюпинским районами. Однако уже 12 ноября 1959 года это решение было пересмотрено и вся территория бывшего Хопёрского района была передана Урюпинскому району.